# Зайда
Зайда (нім. Sayda) — місто в Німеччині, розташоване в землі Саксонія. Входить до складу району Середня Саксонія. Центр об'єднання громад Зайда.
Площа — 35,17 км2. Населення становить 1713 ос. (станом на 31 грудня 2020).